# 高克亭
高克亭（1911年7月1日—1998年3月17日），曾名高举，男，汉族，陕西府谷人，中华人民共和国政治人物。

## 生平
早年就读于府谷县第一高级小学，后参加学生运动。1931年出任山西省互济会中共党团书记，后被捕。抗日战争期间，经中共地下党营救释放，后奔赴山东，担任苏鲁豫皖边区省委组织部任组织科科长。1939年，任山东第一区党委五地委书记。次年改鲁中区党委宣传部长、组织部长。第二次国共内战期间，担任鲁中区党委第一副书记兼军区第一副政委，后兼任军区副政委、书记兼军区政委。
中华人民共和国成立后，担任中共中央山东分局委员兼工委书记等职。1958年，升任青海省人民委员会副省长。1978年，调任中共山东省委委员、常委。1979年，任中共山东省委书记、山东省政协主席。1983年，组建山东老年大学并任校长。